# Streathamský portrét
Streathamský portrét je olejomalba na desce z 90. let 15. století, která je pravděpodobně pozdější kopií dřevořezu z roku 1580, na němž je vyobrazena anglická šlechtična lady Jana Greyová. Zobrazuje mladou ženu v šatech z tudorovského období ve tříčtvrteční výšce, která drží modlitební knížku, v levém horním rohu obrazu se nachází vybledlý nápis »Lady Jayne« nebo »Lady Iayne«. Dílo je v poměrně špatném stavu a jeví se tedy, jako by bylo cíleně poškozeno. Od ledna 2015 se portrét nachází v místnosti 3 Národní portrétní galerie v Londýně.
Dílo bylo nejspíše dokončeno jako součást souboru obrazů protestantských mučedníků. Počátkem 20. století byl v držení sběratele z londýnského Streathamu. V prosinci 2005 portrét zkoumal obchodník s uměním Christopher Foley, který jej považoval sice za přesnou, i když nekvalitně provedenou reprodukci jiného soudobého obrazu lady Greyové. Tuto svou domněnku nechal odborně ověřit a na základě toho byl následně dojednán jeho prodej. Dílo pak získala Národní portrétní galerie v Londýně za údajných 100 000 britských liber. Historik David Starkey byl ovšem k prodeji velmi kritický a Foleyho identifikaci díla zpochybnil.

## Dílo

### Pozadí
Lady Jane Greyová byla pravnučkou krále Jindřicha VII. po následnické linii jeho nejmladší dcery Marie Tudorovny a byla také prasestřenicí krále Eduarda VI. Po Eduardově smrti ji protestantská frakce prohlásila královnou namísto jeho katolické nevlastní sestry Marie. O dva týdny později se však Marie s podporou anglického lidu přihlásila o trůn, kterého sepak Jana vzdala to pouhých devět dní po svém uvedení do úřadu. Jana a její manžel, lord Guildford Dudley, byli následně na základě obvinění z velezrady uvězněni v londýnském Toweru. Soud s Janou Greyovou se konal v listopadu, udělený výkon trestu smrti byl nicméně odložen. V únoru 1554 se však Janin otec, vévoda ze Suffolku, který byl nejprve omilostněn, zúčastnil Wyattova povstání a dne 12. února proto nakonec nechala vládnoucí Marie tehdy šestnáctileté Janě a jejímu manželovi setnout hlavu. Janina otce postihl stejný osud o dva dny později.;  
V době anglické reformace, kdy anglikánská církev razantně odmítala autoritu papeže a římskokatolické církve, byla Jana oddanou protestantkou. Byla známá svou zbožností a vzdělaností, dopisovala si s protestantskými vůdci v kontinentální Evropě, například s Heinrichem Bullingerem. Byla skromná a oblékala se prostě, její poslední slova před popravou prý zněla: „Pane, do tvých rukou odevzdávám svého ducha!“. Janina poprava katolickou královnou z ní učinila to, co Oxfordský národní biografický slovník označuje jako „protestantskou mučednici“, a koncem století se Jana stala, slovy Erica Ivese, historika a odborníka na tudorovské období, „protestantskou ikonou“. Vyobrazení Jany v 16. a 17. století, jako například v knize Johna Foxe Actes and Monuments (1563), vydané po nástupu protestantky Alžběty I. na trůn, „představovala [Janu] především jako postavu v národním příběhu o vyvoleném národě, který má čistou protestantskou víru a který povstal nad katolickou Evropou“.
Jana byla dlouho považována za jedinou anglickou panovnici 16. století bez dochovaného soudobého portrétu; jeden byl doložen v inventáři z roku 1590, ale nyní je považován za ztracený. Některé portréty, které byly identifikovány jako její, byly později shledány jakožto portréty jiných osob, například portrét Kateřiny Parrové,) poslední ze šesti manželek Jindřicha VIII., který byl až do roku 1996 označován jako lady Jane Greyová. Jiná díla, například Poprava Jany Greyové (1833) od Paula Delaroche, byla namalována až několik let respektive století po její smrti. Výsledkem je, jak píše žurnalistka Cynthia Zarinová z amerického časopisu The New Yorker, že „prázdné místo, kde by měla být [Janina] tvář, usnadnilo následujícím generacím, aby jí vtiskly své politické a osobní fantazie“.

### Popis

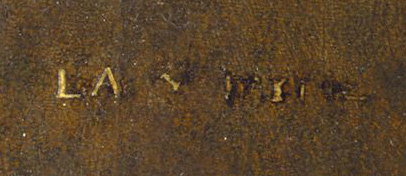
Detail nápisu

Tříčtvrteční portrét o rozměrech 85,6 × 60,3 cm (33,7 × 23,7 palce) je namalován olejem na desce z baltského dubu. V levém horním rohu nad rameny ženy je vybledlý nápis »Lady Jayne« nebo »Lady Iayne«. Umělecká kritička Charlotte Higginsová popisuje sedící ženu jako štíhlou a „skromnou, zbožnou mladou ženu“ a předběžně ji identifikovala jako lady Jane Greyovou. Ives si všímá příbuzenské podobnosti mezi portrétovanou a Greyovými sestrami Kateřinou a Marií, která „může poskytnout domnělou podporu“ identifikaci Greyové.
Zobrazená osoba má na sobě bohaté červené šaty s ohrnutými trupovými rukávy a partu se stojatým límcem; ten je vyšívaný vzorem fleur-de-lis, heraldickým znakem francouzské královské rodiny. Na spodní sukni je vzor, který je různě označován jako jahody, květy jitrocele, ostropes nebo hvozdík; poslední z nich byl znakem rodu Greyů. Většinu rusých vlasů jí zakrývá francouzský tudorovský čepec. Na krku má četné šperky včetně náhrdelníku zakončeného medailony a perlami; ty naznačují osobu s vysokým společenským a ekonomickým postavením, které je umocněno hedvábím a sametem jejích šatů. Žena však nemá snubní prsten, což naznačuje, že ještě nebyla vdaná. Místo toho drží v ruce modlitební knížku. Tento typ kostýmu byl v tudorovském období, zejména v padesátých letech 15. století, oblíbený a přesnost jeho vyobrazení byla využita k podpoře autenticity portrétu jako vyobrazení Jany Greyové.
Nezávislý historik J. Stephan Edwards však píše, že ho fleur-de-lis přivádí na pochybnosti, protože před červnem 1553 by Jana „neměla právo na francouzské heraldické znaky“, protože ještě nebyla dědičkou trůnu. Po objevu nápisového portrétu Kateřiny Parrové publikoval Edwards v roce 2014 předběžnou identifikaci zmíněného obrazu jako originálu, podle něhož byl Streathamský portrét vytvořen. Napsal, že obraz Parrové byl „upraven tak, aby se z něj 'stala' Jane Greyová při absenci dostupného autentického portrétu“ na Streathamském portrétu a podobných obrazech, což podpořil analýzou podobného stylu oblékání a šperků (včetně náhrdelníku z festonových perel).
Přijetí obrazu coby uměleckého díla bylo převážně negativní. Historik David Starkey jej označil za „děsivě špatný obraz a není absolutně žádný důvod se domnívat, že má něco společného s lady Jane Greyovou“, což odmítl obchodník s uměním Christopher Foley. Tarnya Cooperová z Národní portrétní galerie se vyjádřila méně kriticky, když uvedla, že „je to pracně namalovaná kopie“ a „jeho hodnota je spíše jako historického dokumentu než uměleckého díla“. Zarinová popisuje obraz tak, že ve srovnání s jinými portréty panovníků vypadá vybledle, s „plochou tváří papírové panenky“. Edwards píše, že „kvalita by se dala označit za naivní, primitivní, nebo dokonce lidové umění“.

## Historie

### Vznik a raná historie
.

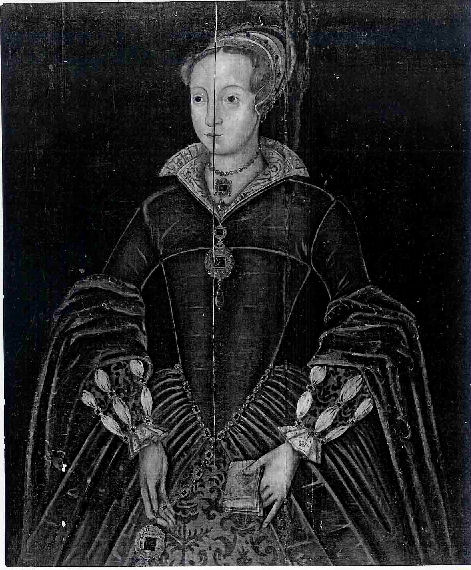
Černobílá fotografie Houghtonova portrétu. Nyní se nachází v soukromé sbírce a může se jednat o kopii stejného originálu jako portrét ze Streathamu

Portrét je nedatovaný a nesignovaný. Předpokládá se, že byl dokončen v 90. letech 15. století, tedy asi čtyřicet let po Janině smrti, pravděpodobně jako kopie Janina dřevořezu z roku 1580, dendrochronologie datuje dřevěnou desku do doby kolem roku 1593.
Jiný nápadně podobný portrét, na němž je zobrazena žena rovněž připisovaná Janě - i když kostým se mírně liší -, kdysi vlastnil Richard Monckton Milnes, 1. baron Houghton, ale nyní se nachází v neveřejné soukromé sbírce. Vzhledem k podobnostem mezi oběma díly Edwards předpokládá, že obě jsou kopiemi ztraceného originálu, který byl možná dokončen ve stejném ateliéru.;  Třetí kopie, kterou kdysi vlastnil anglický kostýmní návrhář Herbert Norris, Norrisův portrét, je známa ze záznamů, i když její místo uložení není známo.
Streathamský portrét mohl být součástí sbírky obrazů protestantských mučedníků. Poškození úst a očí na obraze naznačuje, že obraz byl poničen vandalem, pravděpodobně z řad katolické frakce; vzhledem k tomu, že sedmnáct rýh malbu nerozštěpilo, došlo k tomuto útoku pravděpodobně nedlouho po jeho dokončení. Vzhledem k neotesanosti obrazu Foley předpokládá, že byl narychlo dokončen pro Janinu rodinu podle originálu, který „musel být zničen, protože by bylo příliš nebezpečné jej vlastnit, jakmile by se Marie stala královnou“.

### Objev

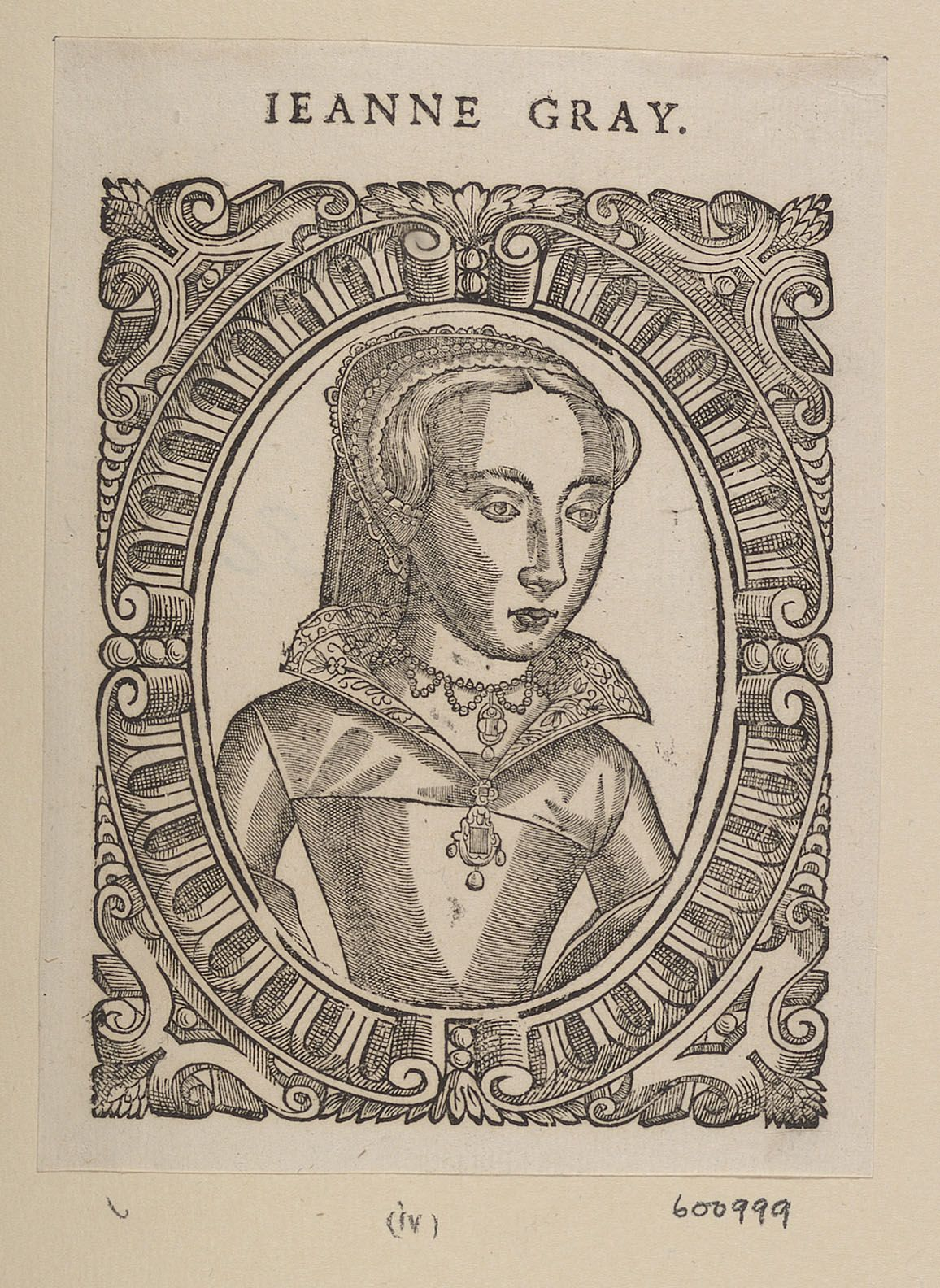
Dřevořez Jany Greyové z roku 1580.

Portrét byl ve 20. století v držení rodiny v londýnském Streathamu. Ta se dlouho domnívala, že portrét zobrazuje Janu, a od roku 1923 se neúspěšně snažila o jeho pravosti přesvědčit i ostatní. Portrét se předával z generace na generaci. V prosinci 2005 informoval Sir John Guinness Foleyho o rodině a jejich portrétu veřejnost. Foley navštívil majitele v úmyslu dle jeho slov „jít toho chlápka umlčet“, ale po spatření díla na stojanu v jejich podkroví „věděl, že je to to pravé“ pro dané období.
Od objevení panelu se vedou debaty o totožnosti osoby. Foley identifikoval mezi anglickou šlechtou v době vzniku portrétu nejméně čtyři „možné Jany Greyové“. Vzhledem k „věku a rodinnému stavu ostatních kandidátek“ však byla právě šlechtična lady Jane Greyová jedinou reálnou volbou; ostatní byly příliš mladé, již vdané a používaly jiné příjmení nebo o svůj šlechtický titul přišly. Starkey byl zdrženlivější a tvrdil, že „na portrétech z té doby není taková ta přehnaná kvalita, jakou známe z královských portrétů, kde sedící vypadají, jako by se právě vrátili od Aspreyho“, a že neexistuje žádná dokumentace o tom, že by Jana vlastnila šperky, které jsou na portrétu vidět.
.

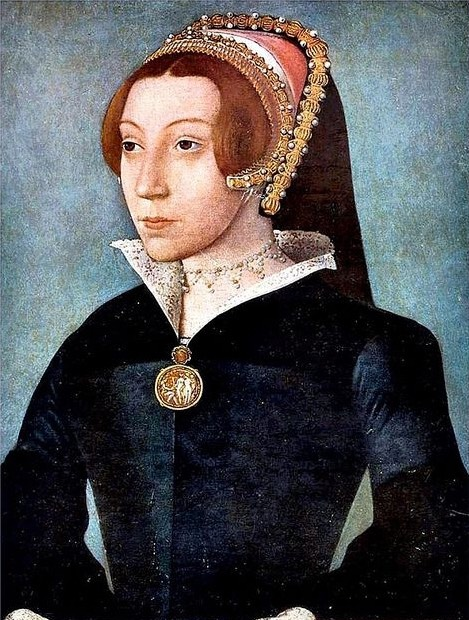
Duckettův portrét. Možný referenční portrét pro dřevořez. V roce 1580 jej vlastnil Sir Lionel Duckett, který byl ženatý s první sestřenicí manželky první sestřenice lady Jane Greyové. Při zkoumání desky Dr. Libby Sheldonem bylo zjištěno, že pochází z roku 1542, takže je pravděpodobné, že portrét byl namalován v letech 1552-3, pro kterou je charakteristická móda lady. Dáma na portrétu má na sobě stejný náhrdelník jako dáma na Streathamském portrétu a stejnou brož jako dáma na jiném portrétu, který se rovněž jmenuje Lady Jane Greyová, na zámku Grimsthorpe.

Po objevu provedla Libby Sheldonová z University College London několik testů k ověření stáří obrazu, včetně spektroskopie a laserové mikroskopie. V úvahu bylo vzato i stáří nápisu, které se ukázalo být současné se zbytkem obrazu. Pigmenty, včetně typu žlutého pigmentu, který se po roce 1600 vyskytuje jen zřídka, odpovídaly 16. století. Dendrochronologická analýza později ukázala, že dílo je příliš pozdní na to, aby se jednalo o Janin životní portrét, ale nevyloučila možnost, že se jedná o reprodukci.

### Národní portrétní galerie
Obraz byl zakoupen v roce 2006 Národní portrétní galerií v Londýně z prostředků získaných v rámci slavnostního večera ke 150. výročí jejího založení, a to po více než devítiměsíčním zvažování. Cena prý přesáhla 100 000 liber, ačkoli Zarinová uvádí cenu 95 000 liber.  Akvizici kritizoval Starkey, který prohlásil, že „pokud má Národní portrétní galerie veřejné peníze, které může spálit, budiž ...“. [rozhodnutí] závisí na pouhých pověstech a tradici, a to není dost dobré“. Foley oponoval: „Důkazy podpořili lidé, kteří vědí o malířské vědě mnohem více než David Starkey. Nevím, v čem je jeho problém - je to snad proto, že se zjištěním nepřišel právě on?“
Soukromě Starkey jednal jménem galerie Philip Mould a zkoumal jiný portrét považovaný za Jane, který je v držení Yaleova centra pro britské umění. Tato dvoucentimetrová (0,79 palce) miniatura byla během výstavy ve Victoria and Albert Museum v roce 1983 identifikována jako Alžběta I.; Starkey si však byl „na devadesát procent jistý“, že zobrazuje Janu. Po výstavě Ztracené tváře v březnu 2007, kdy byla miniatura vystavena po nedávném oživení zájmu o Janu, zveřejnil Foley dlouhý dopis, v němž Starkeyho úsudek zpochybnil. Jako důkaz, že se nejedná o Jane Greyovou, uvedl brož a znak zobrazené osoby.
Streathamský portrét nese evidenční číslo NPG 6804 a je považován za součást primární sbírky galerie. Od ledna 2007 do začátku roku 2010 byl vystaven v Tudorovské galerii. Od počátku roku 2013 byl obraz zavěšen v místnosti č. 2 regionální pobočky galerie v Montacute House v Somersetu jako součást výstavy portrétů z tudorovské éry.